# خالد القاسمی
خالد القاسمی (انگلیسی: Khalid Al Qassimi؛ زادهٔ ۱۸ فوریهٔ ۱۹۷۲) راننده رالی اهل امارات متحده عربی است.
از تیم هایی که در آن رانندگی کرده است می‌توان به تیم رالی جهانی سیتروئن اشاره کرد.